# Зигмунт Завірський
Зигмунт Міхал Завірський (пол. Zygmunt Michał Zawirski; 29 вересня 1882, Мала Березовиця — 2 квітня 1948, Конське) — польський філософ, історик, логік і математик. Представник Львівсько-варшавської школи.

## Біографія
Зигмунт Завірський народився 29 вересня 1882 року в Малій Березовиці.
У 1901 році закінчив гімназію у Львові, а потім вивчав філософію, математику і фізику у Львівському університеті, де був покровителем Казімежа Твардовського.
У 1906 році він отримав докторський ступінь і в 1924 році став філателістом в Ягеллонському університеті.
У 1906—1929 роках викладав філософію у Львівському технологічному університеті, на медичному факультеті університету та в Національному педагогічному інституті у Львові.
З 1928 року в якості професора Познанського університету він займається кафедрою теорії та методології кафедри математики і природи, рік по тому він став звичайним професором, щоб підтримувати гідність декана кафедри філософії в 1935-36 навчальному році.
З 1936 року — редактор «Kwartalnika Filozoficznego» і член ПТПН.
Зигмунт Завірський помер 2 квітня 1948 року.
Похований на Раковицькому цвинтарі в Кракові.